# Giải quốc tế cho Phụ nữ dũng cảm

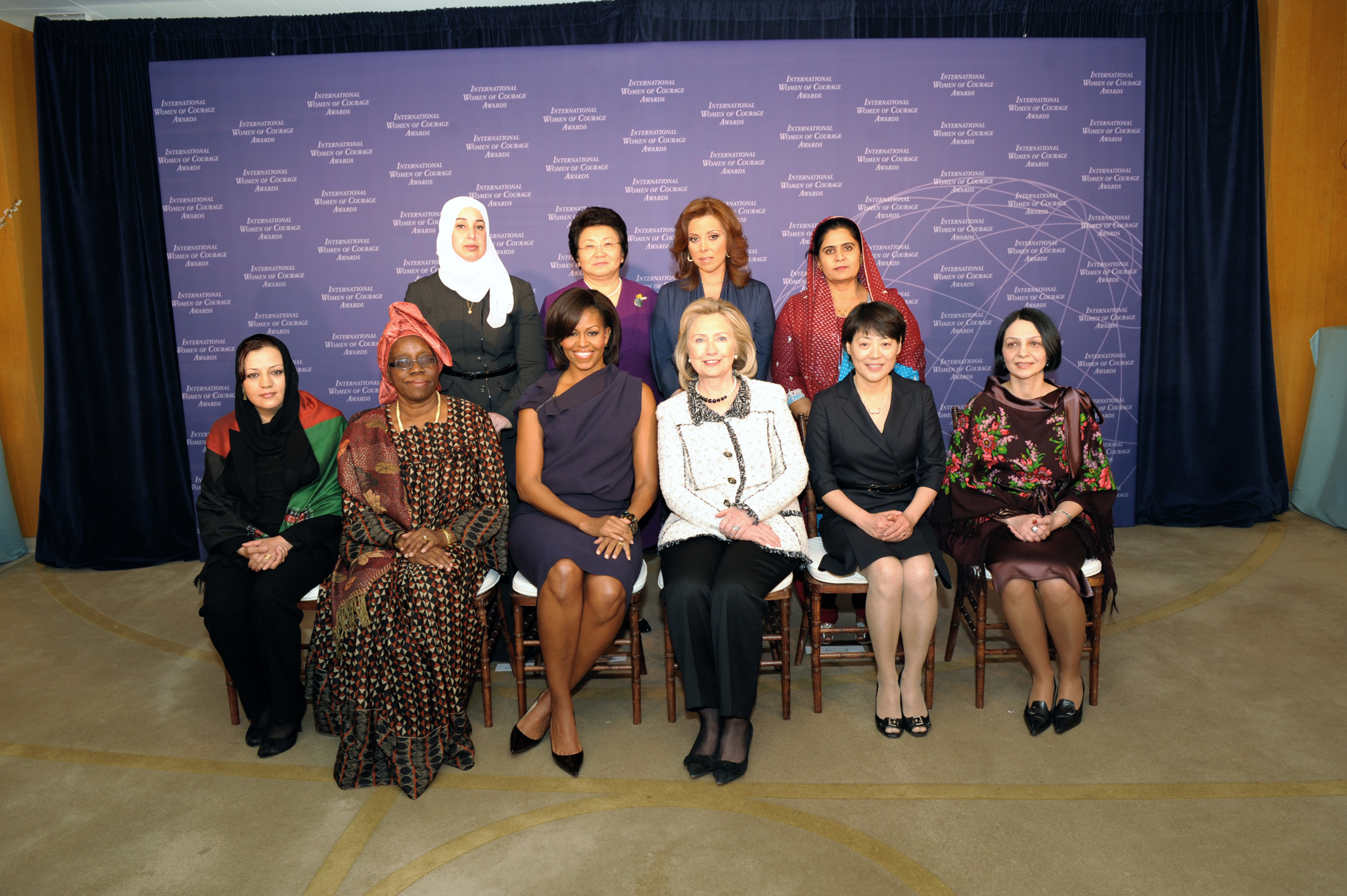
Các người đoạt "Giải quốc tế cho Phụ nữ dũng cảm" 8.3.2011.
Hàng đứng, từ trái sang phải: Eva Abu Halaweh (Jordan), Roza Otunbayeva (Kyrgyzstan), Marisela Morales (México), Ghulam Sughra (Pakistan).
Hàng ngồi, từ trái sang phải: Maria Bashir (Afghanistan), Henriette Ekwe Ebongo (Cameroon), Michelle Obama, Hillary Clinton, Jianmei Guo (Trung quốc), Agnes Osztolykan (Hungary).

Giải quốc tế cho Phụ nữ dũng cảm (tiếng Anh: International Women of Courage Award) là một giải thưởng hàng năm của Bộ Ngoại giao Hoa Kỳ dành trao tặng các phụ nữ trên khắp thế giới tỏ ra có tài lãnh đạo, can đảm, tháo vát và sẵn sàng hy sinh cho những người khác, đặc biệt là để thúc đẩy gia tăng các quyền của phụ nữ.
Giải này được Bộ trưởng Bộ Ngoại giao Hoa Kỳ Condoleezza Rice lập ra từ năm 2007 nhân Ngày Quốc tế Phụ nữ. Các tòa đại sứ Hoa Kỳ trên khắp thế giới có quyền đề cử một phụ nữ làm ứng viên.

## Những người đoạt giải
2007
- Jennifer Louise Williams
- Siti Musdah Mulia
- Ilze Jaunalksne
- Samia al-Amoudi
- Mariya Ahmed Didi
- Susana Trimarco de Veron
- Mary Akrami
- Aziza Siddiqui
- Sundus Abbas
- Shatha Abdul Razzak Abbousi

2008
- Suraya Pakzad
- Virisila Buadromo
- Eaman al-Gobory
- Valdete Idrizi
- Begum Jan
- Nibal Thawabteh
- Cynthia Bendlin
- Farhiyo Farah Ibrahim

2009
- Wazhma Frogh
- Norma Cruz
- Suaad Allami
- Ambiga Sreenevasan
- Hadizatou Mani
- Veronika Marchenko
- Mutabar Tadjibayeva
- Reem Al Numery

2010
- Shukria Asil
- Shafiqa Quraishi
- Androula Henriques
- Solange Pierre
- Shadi Sadr
- Ann Njogu
- Lee Ae-ran
- Jansila Majeed
- Marie Claude Naddaf
- Jestina Mukoko

2011
- Roza Otunbayeva
- Maria Bashir
- Henriette Ekwe Ebongo
- Quách Kiến Mai
- Agnes Osztolykan
- va Abu Halaweh
- Ghulam Sughra
- Marisela Morales
- Yoani Sánchez
- Nasta Palazhanka

2012
- Maryam Durani
- Pricilla de Oliveira Azevedo
- Zin Mar Aung
- Jineth Bedoya Lima
- Hana Elhebshi
- Aneesa Ahmed
- Shad Begum
- Samar Badawi
- Hawa Abdallah Mohammed Salih
- Safak Pavey[1]

2013
- Malalai Bahaduri, Afghanistan[2]
- Woeser, Trung Quốc
- Julieta Castellanos, Honduras
- Nirbhaya "Fearless", Ấn Độ
- Dr. Josephine Obiajulu Odumakin, Nigeria
- Elena Milashina, Nga
- Fartuun Adan, Somalia
- Razan Zaitouneh, Syria
- Tạ Phong Tần, Việt Nam

2014
- Nasrin Oryakhil, Afghanistan [3]
- Roshika Deo, Fiji [3]
- Rusudan Gotsiridze, Gruzia [3]
- Iris Yassmin Barrios Aguilar, Guatemala [3]
- Laxmi (acid attack victim), Ấn Độ [3]
- Fatimata Touré, Mali [3]
- Maha Al Muneef, Ả Rập Xê Út [3]
- Oinikhol Bobonazarova, Tajikstan [3]
- Ruslana Lyzhychko, Ukraine [3]
- Beatrice Mtetwa, Zimbabwe [3]